# Equació constitutiva
Una equació constitutiva és una relació entre les variables termodinàmiques o mecàniques d'un sistema físic: pressió, volum, tensió, deformació, temperatura, densitat, entropia, etc. Cada material o substància té una equació constitutiva específica, tal relació només depèn de l'organització molecular interna. En mecànica de sòlids deformables i en enginyeria estructural, les equacions constitutives són igualtats que relacionen el camp de tensió mecànica amb la deformació, usualment tals equacions relacionen components dels tensors de tensió, deformació i velocitat de deformació. Per a un material elàstic lineal les equacions constitutives s'anomenen equacions de Lamé-Hooke o simplement llei de Hooke. També més generalment en física es fa servir el terme equació constitutiva per a qualsevol relació entre magnituds tensorials, que no és derivable de lleis de conservació o altres tipus de lleis universals i que són específiques del tipus de problema estudiat.

## Exemples

### Medis continus i termodinàmica
- Sòlid elàstic lineal (Llei de Hooke)

{\displaystyle \sigma =E\varepsilon \quad [\Rightarrow F=-kx]\,} (cas unidimensional)
{\displaystyle \sigma _{ij}=\sum _{k,l}C_{ijkl}\,\varepsilon _{kl}} (cas general)
- Sòlid Elàstic isòtrop no-lineal (Teorema de Rivlin-Ericksen)

{\displaystyle \sigma _{ij}=\alpha (\iota _{\varepsilon })\delta _{ij}+\beta _{ijkl}(\iota _{\varepsilon })\varepsilon _{kl}+\gamma _{ijkl}(\iota _{\varepsilon })\sum _{m}{\varepsilon _{km}\varepsilon _{ml}}\,}
- Fluid newtonià

{\displaystyle \tau _{\ \lVert }=\mu \left({\frac {\partial u}{\partial y}}\right)_{\bot }\qquad \sigma _{ij}=-p\delta _{ij}+\mu \left({\frac {\partial v_{i}}{\partial x_{j}}}+{\frac {\partial v_{j}}{\partial x_{i}}}-{\frac {2}{3}}\delta _{ij}\nabla \cdot \mathbf {v} \right)}

### Electromagnetisme
- Llei d'Ohm

{\displaystyle {V \over I}=R\,} (cas isòtrop)
{\displaystyle J_{j}=\sigma _{ij}E_{i}\,} (cas general)
- Susceptibilitat elèctrica (permitivitat)

{\displaystyle P_{j}=\epsilon _{0}\chi _{ij}E_{i}\,}
{\displaystyle D_{j}=\epsilon _{ij}E_{i}\,}
- Susceptibilitat magnètica (permeabilitat electromagnètica)

{\displaystyle M_{j}=\mu _{0}\chi _{m,ij}H_{i}\,}
{\displaystyle B_{j}=\mu _{ij}H_{i}\,}

### Fenòmens de transport
- Transferència de calor

{\displaystyle q=c_{p}T\,}
- Conductivitat tèrmica

{\displaystyle p_{j}=-k_{ij}{\frac {\partial T}{\partial x_{i}}}\,}
- Difusió (Llei de Fick)

{\displaystyle J_{j}=-D_{ij}{\frac {\partial C}{\partial x_{i}}}\,}

### Altres exemples
- Fricció

{\displaystyle F_{f}=F_{p}\mu _{f}\,}
- Resistència aerodinàmica

{\displaystyle D={1 \over 2}C_{d}\rho Av^{2}\,}